# Anneliese Kaplan
Anneliese Herta Kaplan (* 12. März 1933 in Hamburg; † 11. August 2020 in Westerrönfeld) war eine deutsche Schauspielerin.

## Leben
Anneliese Kaplan wurde als Tochter des Malers Martin Richard Kaplan geboren. Dem Besuch der Meisterschule für Mode schloss sich eine Schauspielausbildung bei Gisela von Collande an.
Ab dem Jahr 1953 wirkte sie in verschiedenen Filmproduktionen mit. Darunter befanden sich die Spielfilme Käpt’n Bay-Bay von Helmut Käutner mit Hans Albers, Bum Krüger und Rudolf Fernau, 1954 Der Raub der Sabinerinnen von Kurt Hoffmann mit Paul Hörbiger, Fita Benkhoff und Gustav Knuth sowie Ein Mädchen aus Paris von Franz Seitz mit Erich Schellow, John van Dreelen und Josef Sieber und 1955 Der Fischer vom Heiligensee unter der Regie von Hans H. König mit Edith Mill, Lil Dagover und Albert Lieven.
Anneliese Kaplan war mit dem Filmkomponisten Martin Böttcher verheiratet. Das Paar wohnte bis zu dem Tod von Martin Böttcher in einem Haus in Westerrönfeld. Gemeinsam hatten sie zwei Töchter, von denen eine im Alter von 26 Jahren an Leukämie starb.

## Filmografie (Auswahl)
- 1953: Käpt’n Bay-Bay
- 1953: Der letzte Walzer
- 1954: Meines Vaters Pferde II. Teil Seine dritte Frau
- 1954: Ein Mädchen aus Paris
- 1954: Der Raub der Sabinerinnen
- 1954: Columbus entdeckt Krähwinkel
- 1954: Sonne über der Adria
- 1955: Zwischenlandung in Paris (Escale à Orly)
- 1955: Der Fischer vom Heiligensee